# ميشيل بلوك
ميشيل بلوك (بالإنجليزية: Michel Block)‏ هو عازف بيانو أمريكي، ولد في 12 يونيو 1937 في أنتويرب في بلجيكا، وتوفي في 4 مارس 2003 في بلومنغتون في الولايات المتحدة.

## وصلات خارجية
- ميشيل بلوك على موقع ميوزك برينز (الإنجليزية)
- ميشيل بلوك على موقع أول ميوزيك (الإنجليزية)
- ميشيل بلوك على موقع ديسكوغز (الإنجليزية)